# 探偵ゼノと7つの殺人密室
『探偵ゼノと7つの殺人密室』（たんていゼノとななつのさつじんみっしつ）は、七月鏡一の原作、杉山鉄兵作画による日本の漫画作品。『週刊少年サンデー』連載。
本格推理漫画と銘打っており、全体的にダークでシリアスな内容が特徴。それに伴いギャグ・お色気描写も控えられている。また、物語の舞台は近代の日本に近い世界であるが、自衛隊では無く陸軍や軍警察が存在する、衆議院や参議院ではなく「第一議院」となっているなど、ある種のパラレルワールドとなっている。七月が原作を務める漫画作品『ジーザス』『闇のイージス』（どちらも藤原芳秀作画）にも登場する「カダス共和国」「藍空医科大学」などが本作品にも登場している。

## ストーリー
一年前、路上で重傷を負っていたところを発見された青年ゼノは、収容先の病院で起こった殺人事件を目覚めた直後に解決したのを皮切りに、多くの難事件を解決して名探偵と呼ばれるようになった。
野球場での殺人事件を解決したゼノは、殺し屋の女子校生・D坂 エイラと共に、高名な建築家・甲斐 七楼が死後に残した「誰でも完全犯罪を成し遂げられる7つの殺人密室」の解明に乗り出す。一連の事件でゼノの過去、「蒼の学院」と呼ばれた秘密組織の謎が浮かび上がってくる。

### 帝都ドーム
野球場「帝都ドーム」で試合中に投手がマウンドで串刺しにされて殺害される。
「犯人はこの中にいます」そう宣言したのがゼノだった。球場にはゼノを狙う暗殺者（エイリ）やら、麻薬の取引を行っている者やらも。
この帝都ドームを設計したのが甲斐七楼。甲斐には「完全犯罪のプランを作成してばらまく」という裏の顔があり、密室殺人の為の仕掛けを施した7つの建造物を設計し、作ったとゼノに宣戦布告を行うのだった。

### 墓標館
甲斐七楼の自宅兼アトリエ「墓標館」にて甲斐七楼が殺害される。
館のカラクリ、殺害の方法、犯人を解き明かしたゼノに甲斐が生前に残した「第一の殺人密室」をクリアしたことの音声メッセージが流れる。

### 創修音楽大学
ゼノを模した人形による首吊りがあったことからゼノとエイラは創修音楽大学を訪れる。この大学キャンパスの建物群もまた甲斐の手によるものだった。
果たして学長が密室の状態で殺害される。大学のキャンパス自体は巨大な密室であったことを見抜いたゼノは、そのカラクリを解き明かす。

### やたがらす
甲斐羽美の下に送られてきた豪華寝台列車「やたがらす」への招待券。ゼノとエイラも「やたがらす」に乗り込む。
やたがらすの車両設計もまた甲斐の手によるものだった。やたがらすには軍警察と、軍警察が保護対象としている陸軍中将、軍警察総監、元軍人の議員。陸軍中将が一等客室内で溺死する。客室を満たすのに必要な1万リットル以上の水をどこからもってきて、どこに消したのか。ゼノは、そのカラクリを解き明かす。

### スナイパー事件
元軍人の凄腕狙撃兵2人によって臨海公園がジャックされる。互いに死角を補う位置にいる2人に警察の突入もままならずにいた。2人の真の目的がゼノであり、ゼノの殺害ではないことを見抜くと、エイラに自分を狙撃させ2人が動揺した隙を突く。更にゼノは2人が数年前に隠神島で起きた軍用機墜落による毒ガス事故で余命が短く、残された家族に金銭を残すため高額報酬の依頼を受けたことを見抜くと、遺族に出所不明の金銭が渡った場合は口座凍結などを行うと脅しをかけた。
さらにゼノはこの事件の首謀者が2人に狙撃されたふりをしてその場にいたことを見抜き追い詰める。首謀者はゼノを「トモロオ」と呼び、自らを「キノオ」と名乗って姿を消した。

### 隠神島
隠神島に住む財閥当主・久賀一蔵が行方不明になったとのことで、事件解決にゼノが呼ばれる。
しかし、久賀一蔵は甲斐七楼の父親でもあり、久賀家の別邸も甲斐が作ったものだった。その閉ざされた別邸の中で一蔵の孫である久賀真奈美の許嫁が死体で発見される。島に伝わる童歌をなぞるように連続殺人事件へと発展してゆく。

### バロンとの邂逅
確認のため「墓標館」を再び訪れたゼノは「闇の犯罪コーディネート組織」とその首領バロンと邂逅。
バロンからゼノ自身も過去に関連していたと思われる「蒼の学院」の情報を得る。

### 蒼馬町
ゼノとバロンをAI運転による無人トラックが襲う。道路の信号や電車の信号までもあやつるハッカーからの依頼でゼノとエイラは蒼馬町へ。
蒼馬町はAIを利用した実験都市であったが、AI操縦の除雪車やドローンによって殺人事件が起こっていた。蒼馬町も甲斐との関わりはあったが、殺人密室ではなかった。
ゼノはこの事件の犯人・谷口タカシを突き止めるが、谷口には逃げられる。

### 幻影劇場
劇場で、切り落とされた自分の首を持つように客席に座って殺されていたのは、蒼馬町でAIを誤認させ殺人を行っていた谷口タカシだった。
この劇場もまた甲斐の設計であった。
カラクリを見抜いたゼノは観劇中のツワブキ首相の殺害を防ぐ。

### 要塞島
エイラの父親・久瀬史郎からの情報でゼノたちは軍の管理下にある要塞島へと向かう。要塞島もまた甲斐の設計による改修が行われており、真空状態にさらされたかのような密室殺人が連続で起きていた。
犯人、および殺害方法を暴いたゼノは要塞島に隠されていた機密書類、「蒼の学院」の書類を手に入れる。

### 首相官邸
要塞島から、直接ツワブキ首相に呼びつけられたゼノであったが、官邸内では墓標館と仕掛けによって、多くの人が負傷していた。首相官邸こそが甲斐の7番目の殺人密室であり、これまでの6つの仕掛けを集大成したものであったのだ。
公安が突入するが、首相官邸の地下通路にある様々な罠で多くの公安警察官が犠牲になる。地下室の奥には罠に追い詰められたツワブキ首相と、首相を詰問する息子のツワブキ・リヒト。ゼノはリヒトと会話し、2人がガーデンという組織に育てられた子どもの生き残り、トモロオ（ゼノ）とキノオ（リヒト）であり、殺人狂であったリヒトの記憶を「蒼の学院」の未完成の技術でキノオに移植したのだということが判明する。隙をついて首相はキノオ（リヒト）を撃ち、キノオ（リヒト）は地下室の水路に飛び込い、ゼノもキノオを助けようと飛び込む。
捜索の末、ゼノは見つかるが意識不明。キノオは見つからずに捜索は打ち切られる。
病院のベッドの下で意識を取り戻したゼノは、状況から自分と似た背格好の人物、すなわちキノオが自分を救ってくれたことを察し、探偵業に復帰する。
「犯人はこの中にいます」

## 登場キャラクター

### 主要人物
ゼノ
主人公。
物語の一年前、路上で重傷を負っていたところを発見され、収容先の病院で起こった殺人事件を目覚めた直後に解決したのを皮切りに、多くの難事件を解決して名探偵と呼ばれるようになった青年。
記憶喪失にかかっており、過去の経歴は一切不明。「ゼノ」という名前も通称に過ぎない（英語で「xeno」は「未知の」「外国の」などを表す接頭語）。
異常なほどクールでドライ。目の前で人が死んだり、自分自身が命の危機にさらされても、一切取り乱さず推理力を発揮する。自身ではそのことを「他人の気持ちが分からない、探偵として致命的な欠陥」とも捉えており、それを補完するためにD坂エイラを助手に任命する。
乗り物にはとても弱く、かなり頻繁に乗り物酔いしている。
D坂 エイラ（Dざか エイラ）
ゼノの助手。女子高生にして殺し屋。ゼノに殺し屋と見破られ、警察に引き渡さない交換条件として助手を拝命する。
ミーハーで感情豊か、お節介焼きで人と接することにも物怖じせず、倫理観や義理堅さも備えるなど、およそ殺し屋らしからぬ性格。
当人も殺し屋に向いてないとことあるごとにこぼしており、ゼノの助手を引き受けたのも、弱みを握られている以外にも別の生き方を探したいという動機がある。
作中での「仕事」は全て失敗か中座に終わっており、実際に殺し屋として人を殺めた描写はないのだが、殺し屋としての訓練を受ける中で実際に人を殺めたことがあると語っている。狙撃の腕そのものは優れており、ゼノの指示通りにゼノの心臓の位置に着弾できる。
久瀬 史郎（くぜ しろう）
エイラの父親にして殺し屋。
エイラ自身は上述のように訓練の中で人を殺したと言っているが、その時に撃ったのは久瀬でありエイラ自身の弾は当たっていないとのこと。
甲斐 七楼（かい しちろう）
著名な建築家。裏では殺人の教唆・幇助を行う天才的犯罪者としての顔を持つ（目を付けた相手に計画書や仕掛けを作動させる装置を匿名の手紙で送るという大変シンプルなもので実行者と直接会うことはない）。なお作中ではベルモットのように脅迫して強制的に実行させたり、高遠遙一のように（自殺用の仕掛けを施すことはしても）実行者に死の制裁を加えることはしない。
生涯をかけて殺人を行うための仕掛けを施した7つの密室「殺人密室」を作り上げる。帝国ドームの事件を解決したゼノを認め、殺人密室の存在を仄めかして挑戦し、自らが最初の犠牲者となるが全ては計画されたものであった。
第一の密室の謎が解かれた後に流れた録音で殺人密室を全て解決すればゼノの失われた記憶と過去を教えることを宣言する。

### 甲斐家
里久（りく）、羽美（うみ）、そら
甲斐七楼の養女たち。長女がりく、次女が羽美、三女がそら。
3人とも「ポリグラフ症候群」と呼ばれる特異体質で、人間の言葉に含まれた嘘を敏感に感じ取れる。その際には苦痛を覚え、心臓に大きな負担がかかるため、「ポリグラフ症候群」を患った人間は長生きできないとのこと。
甲斐は契約などを交わす際に3人のうちの誰かを同席させ、相手が嘘をいってないことの確認に利用していた。
里久は超電導コイルの冷却材を浴びて自殺。そらは事件解決後に流れた七楼の録音を聞いて心が壊れ、羽美はそらの世話をしながら喫茶店で働きだす。

### ガーデン関係者
「ガーデン」は優秀な人材の細胞から作られた人間を育てており、そこで育てられる子どもたちは「蒼の学院」が開発した技術を用いて重要人物の記憶を写し、いわば若返りを行うための「商品」である。
ツワブキ
日本国首相。
キノオ / ツワブキ リヒト
ツワブキの息子。ゼノを「トモロウ」と呼び、ガーデンでは親友だったと言う。殺人密室の情報をバラまいている。
最初にゼノに顔を見せた時には「キノオ」と名乗る。
本物のリヒトは昆虫の殺害から小動物の殺害、そして人の殺害とエスカレートしていった殺人狂であり、その事件のいくつかは父親のツワブキがもみ消しを図っている。もみ消しも限界になったため、ツワブキ自身によって殺害された。
バロン
フリーランスの犯罪者たちのネットワークを支配し、天才的な犯罪計画を実行する犯罪コーディネーター。
羽美の言では、口にする全ての言葉が嘘。ゼノの過去を知っている。
ガーデンの教師・間（はざま）であった。

### 警察・軍関係者
鬼首（おにこべ）
警視庁殺人課所属の警部。ゼノに協力し、殺人密室を探す。
姫宮（ひめみや）
警視庁公安12課所属の警部。
墓標館の事件にて犯罪プランナーである甲斐七楼の客である企業・政治家に関わる証拠を揉み消そうと乗り込んでくるが、殺人密室の仕掛けにより部下を殺害されてしまう。
天田（あまだ）
中央軍警察隊の大尉。
"やたがらす"に要人警護のために乗り込み、ゼノと出会う。

### 創修音楽大学
村田 文吾（むらた ぶんご）
4回生。チェロ奏者。
ゼノに似せた人形を吊るして騒ぎを起こすが、ゼノには見破られた。
事件があった翌日、一斗缶で楽譜を燃やしていたため疑われる。
三田村 静香（みたむら しずか）
「ミューズの復讐」の長姉カリオペー役。
事件があった夜は草野と遅くまでレッスンしていた。
草野 二郎（くさの じろう）
ピアノ科講師。静香の指導担当で、瀬名とは同期。
瀬名を「女性にだらしなく、自己中心的な性格」と評すが、同時に殺されるほど恨みを買ってはいないと言う。
瀬名 高雄（せな たかお）
学長。オペラ「ミューズの復讐」の作曲を担当した世界的な音楽家。
内側から施錠された学長室で死体となって発見される。死因は気泡による血管の塞栓。ただし、気泡は全身に及んでいた。
岸田 凜（きしだ りん）
学長の秘書。
ポリープ手術で失敗するまでカリオペー役を持ち役としていた。現在でも耳は衰えていない。

### やたがらす乗務員・乗客
西村 聡（にしむら さとし）
ポーター。ゼノ達の世話を担当する。
沢野（さわの）
ポーターのチーフ。
花井 薫（はない かおる）
ジャーナリスト。
15年前の「富士誤射事件」を10年も追っている。
下瀬 勲（しもせ いさお）
陸軍中将で東部方面軍の司令官。「富士誤射事件」の関係者。
"やたがらす"の一等個室内で溺死する。
加茂 三郎（かも さぶろう）
陸軍出身の与党議員。「富士誤射事件」の関係者。
自ら事件を解決しようと西村を人質にとり、羽美を嘘発見器として使おうとする。
間久部 宏明（まくべ ひろあき）
軍警察総監。「富士誤射事件」の関係者。

## 殺人密室
甲斐七楼が作り上げたあらかじめ殺人のための仕掛けを施した7つの建造物。それを使えばだれでも完全犯罪が可能となる殺人のための密室であることから、もはや密室殺人ではないとしてゼノにより名付けられた。
墓標館の事件解決の際、甲斐七楼が遺したテープが流されたことでマスコミにも知られ、世間で多く取り上げられて甲斐七楼が手掛けた建築物は調査がされたが発見されなかった。なお複数の建造物などを組み合わせた大掛かりなものも仕掛けを動かすことで殺人を可能とできれば殺人密室とされ、仕掛け次第では一度きりでなく繰り返し使用することができる殺人密室も存在する。また、ここで言う殺人密室の7つの建造物とは甲斐七楼が最高傑作と称したもので、密室ではないものの1話で使用された帝国ドームなど、甲斐七楼によって意図的に殺傷能力のある欠陥や仕掛けが設計された建造物は他にも存在する（1話の犯人の証言から、5年前の古いドームにも仕掛けがなされていた）。
ちなみに作中でゼノが遭遇する事件は殺人密室が使用されたものではない事件（殺人密室の事件に関係している場合もあるが、全く関係がない事件もある）もある。
墓標館
甲斐七楼の自宅兼アトリエ。東京都西部O地区に存在する。
六角形の筒状の建物で、窓や廊下が螺旋を描くように配置されているのが特徴。
外側の内壁にリニアモーターカーを浮かすような強力な電磁石が仕込まれている。
創修音楽大学
大学自体が丸ごと甲斐七楼による設計。
それぞれの建物が楽器の形を模しており、その楽器と同じ名前が付けられているのが特徴。キャンパスには大壁画が存在する。
条件を合わせると集束したマイクロ波が学長室を直撃し、学長室内が電子レンジ同様になる。
豪華寝台列車"やたがらす"
東京駅から出発する東北周遊用の行楽列車。甲斐七楼が内装を手掛けている。
非常時には医療車両として用いることも想定されているため客室の密閉度は高い。
配管を操作するとサイフォンの原理により、客室内を満水にできる。
久賀家の別邸
隠し通路があり、隠神島地下にある迷宮状の洞穴ともつながっている。
別邸を破壊することで、地下洞穴の排水システムが塞がり、貯水を始め、一定量以上が溜まると山の岩が押し出されて、久賀家全体を直撃する。
劇場
座席下の配線と天井からのワイヤーの配線とを組み合わせ、電気メスの要領で瞬時に首を切断する。
要塞島
要塞島の主砲発射のタイミングで配管操作を行うことで、特定の部屋を真空状にすることができる。
首相官邸
地下通路には上記6つの仕掛けが罠としてほどこされており、ルーン文字を模した通路を正しい順路で進まないと罠が発動する。

## 書誌情報
- 七月鏡一（原作）・杉山鉄兵（作画） 『探偵ゼノと7つの殺人密室』小学館〈少年サンデーコミックス〉、全8巻
  1. 2018年4月18日発売[1]、ISBN 978-4-09-128243-9
  2. 2018年7月18日発売[2]、ISBN 978-4-09-128335-1
  3. 2018年10月18日発売[3]、ISBN 978-4-09-128555-3
  4. 2019年1月18日発売[4]、ISBN 978-4-09-128777-9
  5. 2019年4月18日発売[5]、ISBN 978-4-09-129130-1
  6. 2019年6月18日発売[6]、ISBN 978-4-09-129170-7
  7. 2019年8月16日発売[7]、ISBN 978-4-09-129317-6
  8. 2019年9月18日発売[8]、ISBN 978-4-09-129334-3